# Oreksin-A
Oreksin A, ili hipokretin-1, je prirodni, visoko pobuđivački, neuropeptid koji se oslobađa iz hipotalamusa. Kao farmaceutski lek, oreksin A se najčešće koristi u obliku nazalnog spreja. Oreksin A se suprotstavlja intelektualnim nedostacima i menjati metabolizam mozga, koji se sreće kod neispavanih osoba.

## Nuspojave
Do sada upotreba oreksina A na laboratorijskim životinjama nije pokazala negativne nuspojave. Pozitivne nuspojave ovog leka su poboljšanje kognitivnih sposobnosti i funkcionalnosti u neispavanom stanju. Upotreba oreksina A takođe povećava uzbuđenje, budnost, pažnju, i mišićni tonus. Oreksin A nema  efekta na test subjekte koji su ispavani. Studije i testiranje ovog leka su prilično novi i do sad nije korišten na čoveku. Smatra se da je najvažnija moguća nuspojava oreksina A suzbijanje efekata narkolepsije.

## Structure
Oreksin-A je peptid koji sadrži 33 aminokiselina. Njegov N-terminalni ostatak je piroglutamin. Ovaj peptid ima dva intramolekulska disulfidna mosta između ostataka u pozicijama 6 i 12, i 7 i 14.

## Literatura
1. ↑  Sakurai T (2003). „Orexin: a link between energy homeostasis and adaptive behaviour”. Current Opinion in Clinical Nutrition and Metabolic Care. 6 (4): 353—60. PMID 12806206. doi:10.1097/01.mco.0000078995.96795.91.
2. ↑  Alexis Madrigal (2007-12-28). „Snorting a Brain Chemical Could Replace Sleep”. Wired. Приступљено 25. 01. 2008.

|  | Molimo Vas, obratite pažnju na važno upozorenje u vezi sa temama iz oblasti medicine (zdravlja). |